# کلر دومار
کلر دومار (به فرانسوی: Claire Démar) (تولد ۱۷۹۹- مرگ ۱۸۳۳) فمینیست، روزنامه‌نگار و نویسنده، از اعضای جنبش سن‌سیمونی بود. 

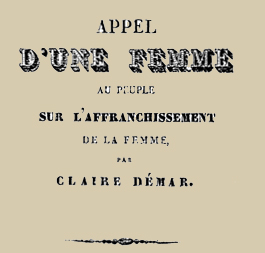
کتاب او: «ندای یک زن به مردم دربارهٔ از بندرستگی زن»

## زندگی‌نامه
زندگی‌نامهٔ او نامشخص است. برخی منابع نام او را امیلی دومار (Émilie d’Eymard)ذکر کرده‌اند. او اولین نامه‌هایش را با نام امیلی دومار امضا می‌نمود، اما نخستین آثار منتشر شده از او با امضای امیلی دومار است. تاریخ تولد او در ۱۷۹۹به درستی مشخص نیست. او در ۱۸۳۳درگذشت. پدرش ممکن است پیانیست و آهنگ ساز آلمانی الاصل سباستین دمار و مادرش الیزابت رئیسام نیز اصالتاً آلمانی بوده‌اند.

## جنبش سن‌سیمونی
دومار یکی از برجسته‌ترین مبارزان زن جنبش سن‌سیمونی بود. او از جنبش سن‌سیمونی برای پیش‌رفتن و بیان یافته‌ها و ادعاهایی که توسط اکثریت معاصران او رد شد، اما توسط فمینیست‌ها در طول سال‌های پس از آن پذیرفته شد، استفاده کرد.

## آثار
در ۱۸۳۳درست مدت کوتاهی پیش از مرگ، کلر دومار به نگارش دو متن دست برد که به سبب مضمون گفتاری که می‌خواست به «شدت انقلابی» باشد، شگفت‌انگیزاند. «ندای یک زن به مردم دربارهٔ از بند رستگی زنان»(به فرانسوی: Appel d’une femme au peuple sur l’affranchissement de la femme) نخستین متنی بود که در آن نویسنده ایدهٔ عشق آزاد برای همگان ـ مرد و زن ـ را پروراند و خواستار اعمال نمودن زنان در اعلامیهٔ حقوق انسانی و شهروندی گشت. در دومین متن «ایمان من به آینده» که در ۱۸۴۳ یک‌سال پس از خودکشی کلر دومار در مجلهٔ مستقل زنان تریبون زنان رؤیت شد نویسنده یک برنامهٔ انتقادی اجتماعی رادیکال فمینیستی و مفهوم ذهنیت زنانهٔ نوظهور را در چهارچوب مدرنیته مطرح می‌کند. در این اثر او به انتقاد ریشه‌ای از خانواده پرداخت و ازدواج را به عنوان فحشای قانونی معرفی کرد.
کلر دومار به معنای دقیق واژه انقلابی و به جمهوری‌خواهان نزدیک بود و نمی‌توانست رهایی را در نظر گیرد که میان آزادی عمومی و آزادی خصوصی تقسیم شده‌باشد. از دید او چنین رهایی به همگان ـ از خرد و کلان تا پرولتر و زن ـ مربوط می‌شود و اصل برچیدگی امتیازها هیچ استثنایی را برنمی‌تابد. دومار ایده‌های انتقادی آن زمان علیه مالکیت، ارث، ارث‌بری و پدرسالاری را برگرفت و اقدامات سرکوب‌گرانهٔ لوئی- فیلیپ علیه پرولترها را افشا کرد.

## مرگ
در ۱۸۳۳پس از آن که به خود جرأت افشای «قانون‌های ریاکارانه» و «منشورها و قانون‌های مدنی دروغینی» را داد ـ که انسان‌ها را برابر اعلام می‌کنند اما مردان را می‌فریبند و زنان را در بندگی نگاه می‌دارند ـ خودکشی نمود. زندگی پرفراز و نشیب او سال‌ها بعد (۱۸۸۶) الگوی کتابی به نام «افسانهٔ زن رهیده» نوشتهٔ فیرمن مه‌یار (Firman Millard) قرار گرفت که با ریشخند و مسخره‌کردن «زن‌آزاد» دیرزمانی کتاب مرجع به‌شمار می‌رفت.